# Curtis (nome)
Curtis  è un nome proprio di persona inglese maschile.

## Varianti
- Maschili: Kurtis[1]
  - Ipocoristici: Curt[1][3]

## Origine e diffusione
Riprende il cognome inglese Curtis, derivante dal francese antico corteis o curteis, con il significato di "cortese", "gentile". È quindi analogo, per semantica, ai nomi Gentile e Adina. 

## Onomastico
Il nome è adespota, ovvero non è portato da alcun santo. L'onomastico si può festeggiare il 1º novembre, giorno di Ognissanti.

## Persone
- Curtis Axel, wrestler statunitense

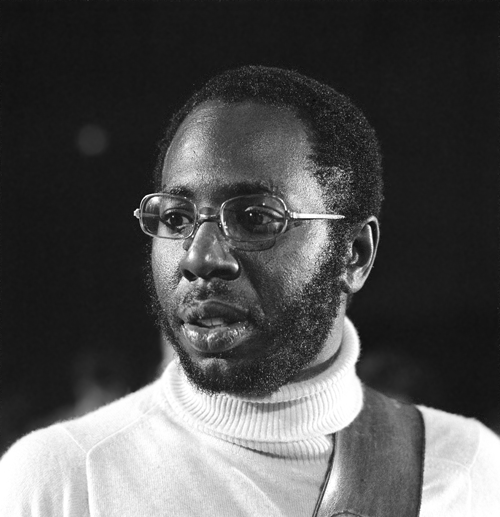
Curtis Mayfield

- Curtis Bernhardt, regista, sceneggiatore e produttore cinematografico tedesco naturalizzato statunitense
- Curtis Davies, calciatore inglese
- Curtis Fuller, trombonista statunitense
- Curtis Glencross, hockeista su ghiaccio canadese
- Curtis Granderson, giocatore di baseball statunitense
- Curtis Harding, cantautore statunitense
- Curtis James Jackson III, vero nome di 50 Cent, rapper, attore, imprenditore e produttore discografico statunitense
- Curtis Jones, musicista e cantante statunitense
- Curtis Jones, calciatore inglese
- Curtis LeMay, generale statunitense
- Curtis Martin, giocatore di football americano statunitense
- Curtis Mayfield, cantante, chitarrista e compositore statunitense
- Curtis McMullen, matematico statunitense

### Variante Kurtis
- Kurtis Blow, rapper e produttore discografico statunitense
- Kurtis Byrne, calciatore irlandese
- Kurtis Roberts, pilota motociclistico statunitense

## Il nome nelle arti
- Curtis Connors è il vero nome di Lizard, un personaggio dei fumetti Marvel Comics.
- Kurtis Stryker è un personaggio della serie di videogiochi Mortal Kombat.